# Fløyen
Fløyen o Fløyfjellet (originalmente escrito como Fløien) es la más visitada de las siete montañas que rodean el centro de Bergen, Noruega.
El punto de acceso a Fløyen se encuentra a tres cuadras del mercado de pescado de Bergen, en un punto turístico donde también se puede abordar el funicular llamado Fløibanen, que transporta pasajeros desde el centro de Bergen hasta una altura de 320 metros en aproximadamente 8 minutos, aunque la cima real de la montaña se encuentra a 1 km al noreste. El funicular es usado por turistas y residentes locales durante todo el año, y tiene salidas cada quince minutos hasta la media noche (en la temporada de verano).
Una parte de Fløyen está urbanizada, aunque también son extensos los parques que se encuentran en las laderas, y que son un destino popular para deportistas, familias y mayores que buscan actividades al aire libre.

## La cima
A corta distancia de la cima de Fløyen, se encuentra un centro de visitantes, que incluye facilidades sanitarias, áreas para pic-nic, y una tienda de souvenirs y comidas rápidas, además de la estación del Fløibanen, desde la cual se puede descender hasta la base. El centro de visitantes posee una plataforma de observación, desde la cual se pueden observar incluso islas vecinas.

## Galería de imágenes

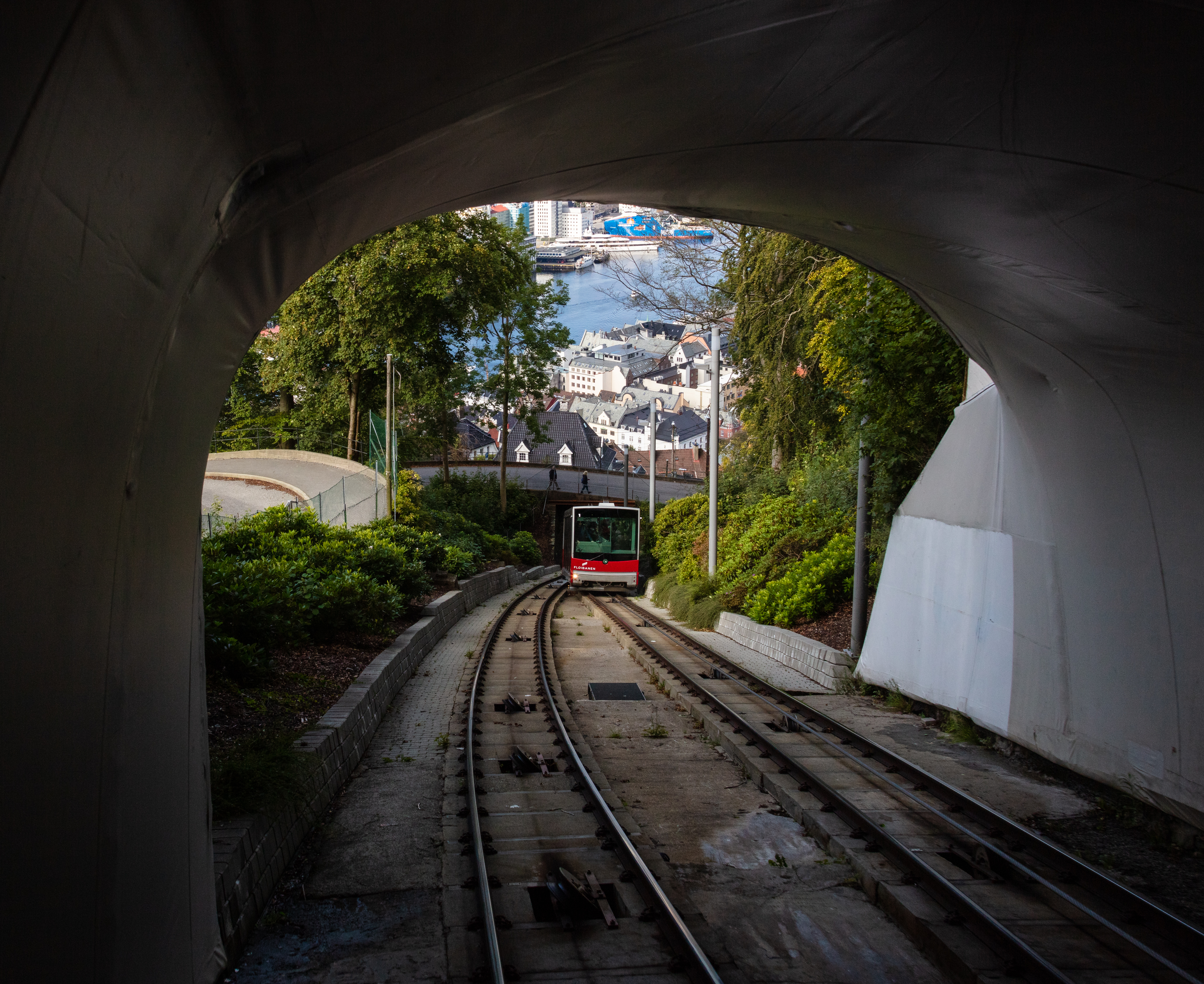
Trayecto del funicular para subir a Fløyen.
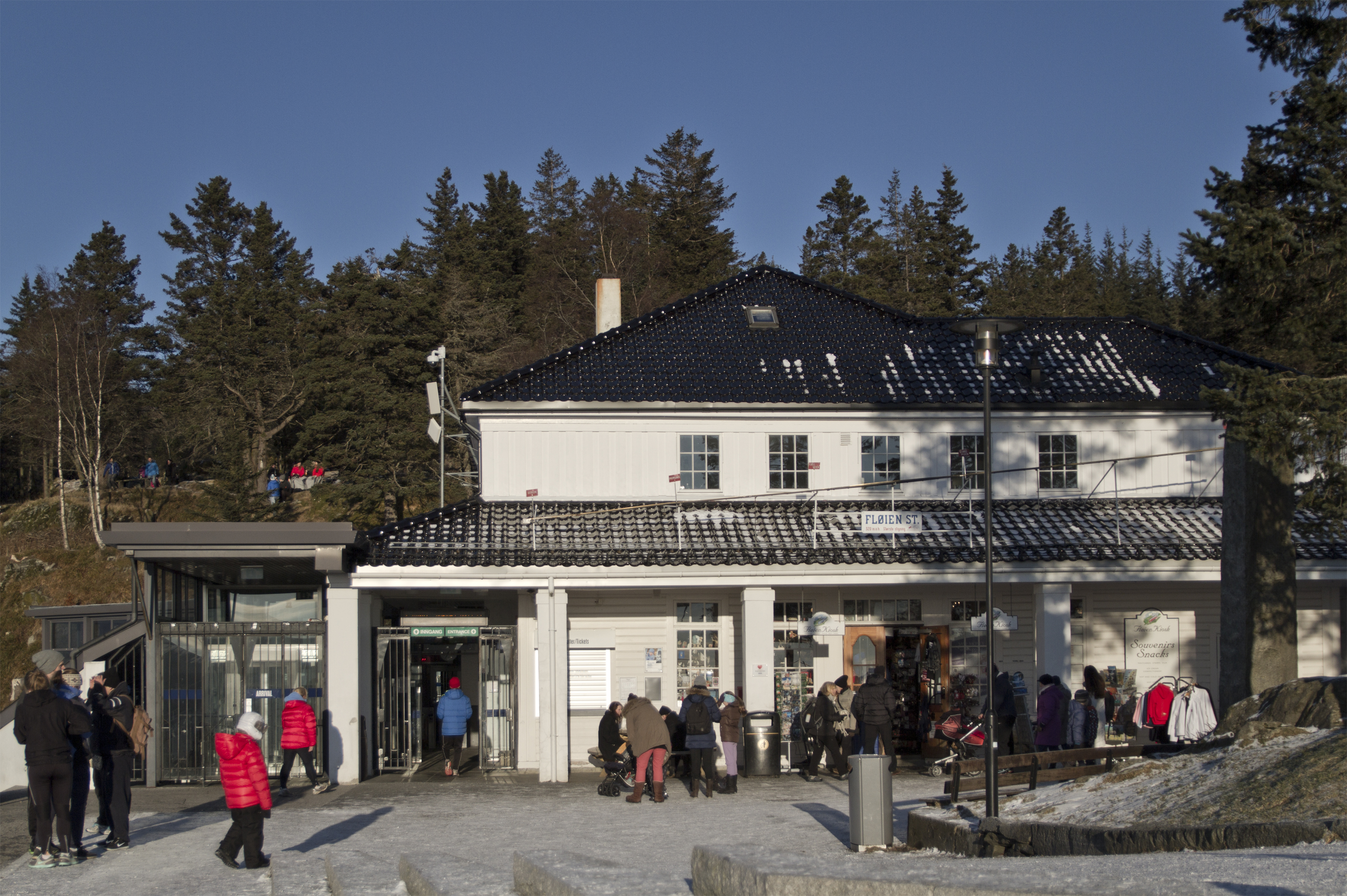
Estación del funicular.
Vista general de Bergen desde Fløyen.
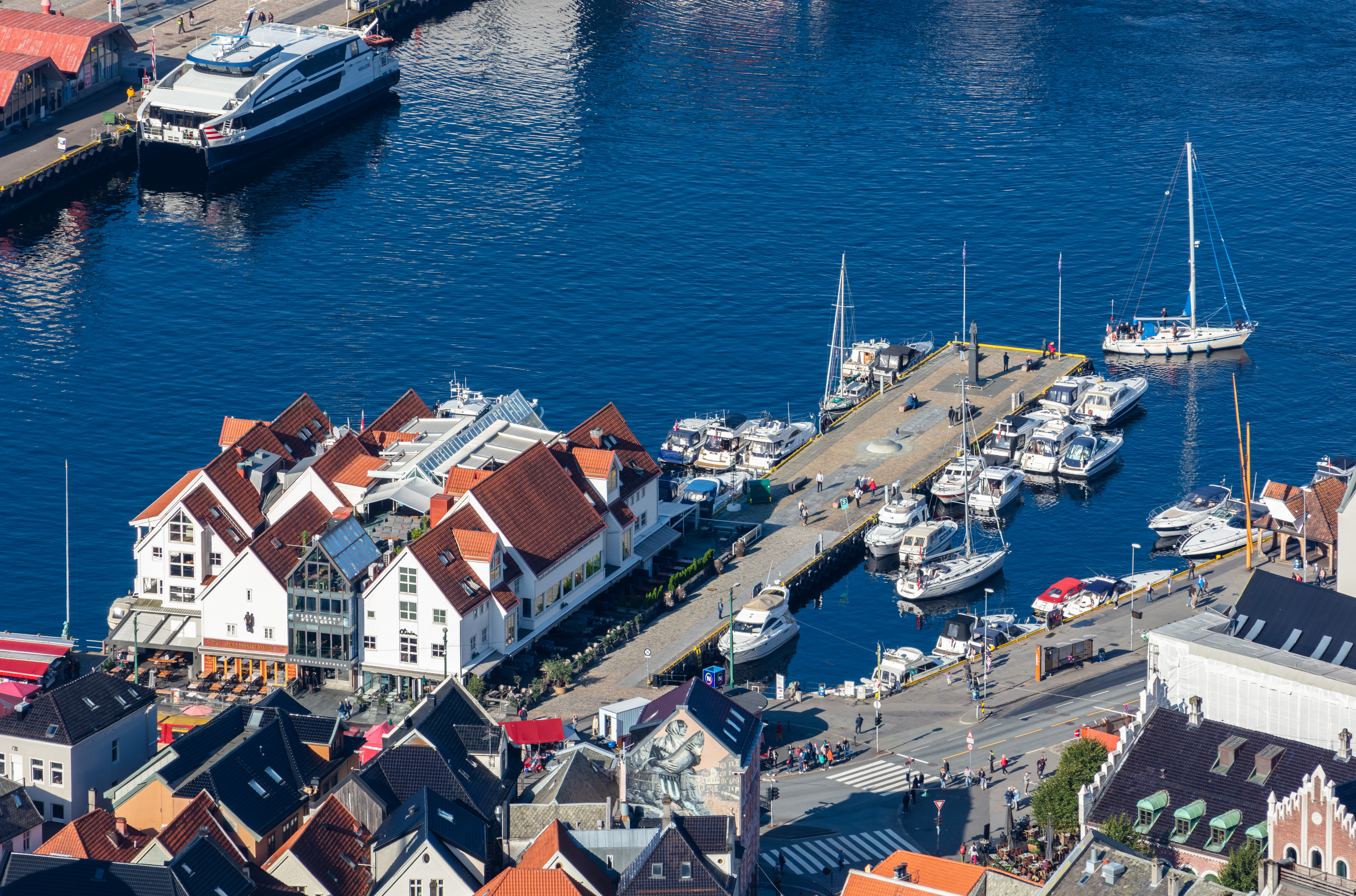
Vista del puerto de Bergen desde Fløyen.
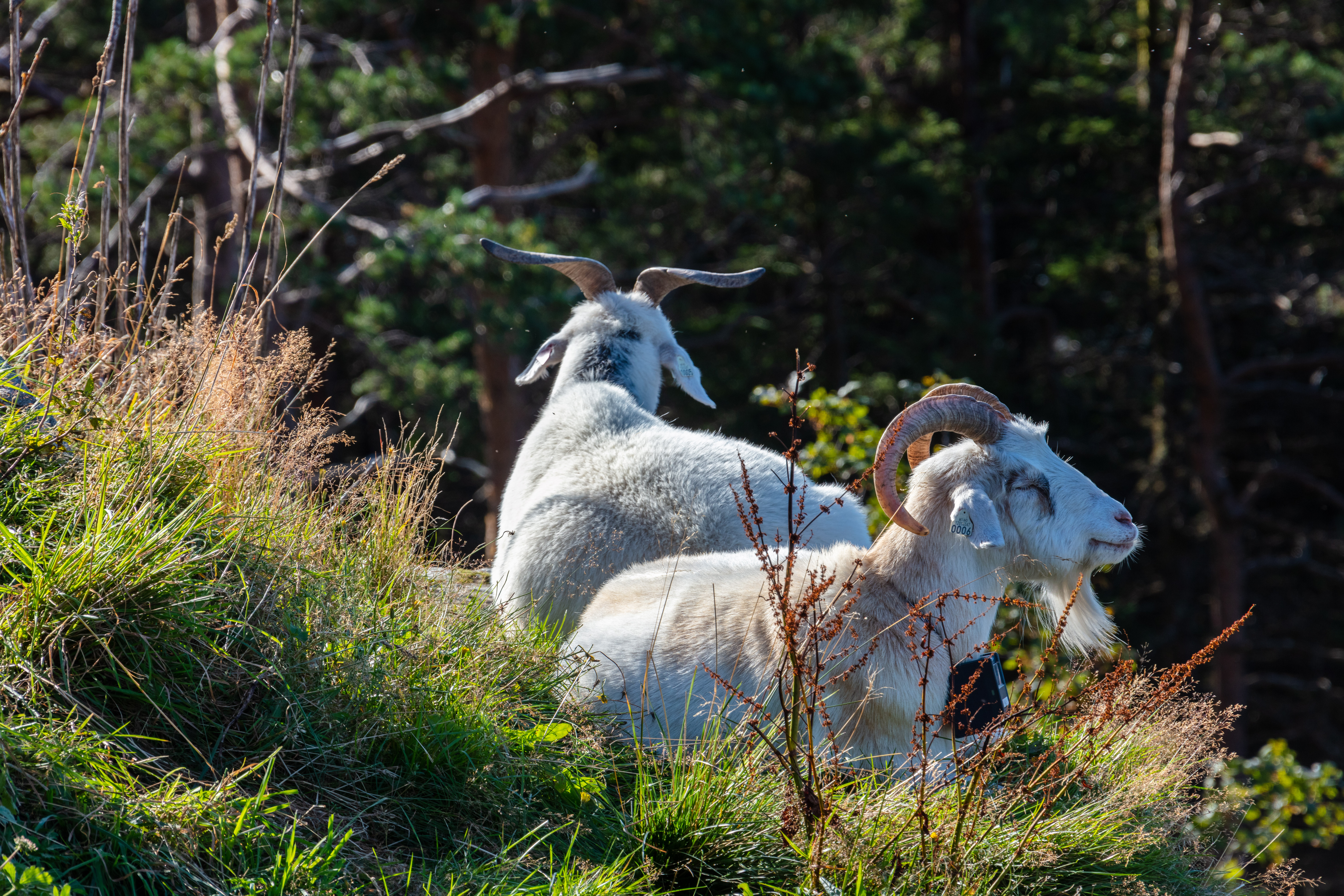
Cabras de Fløyen.
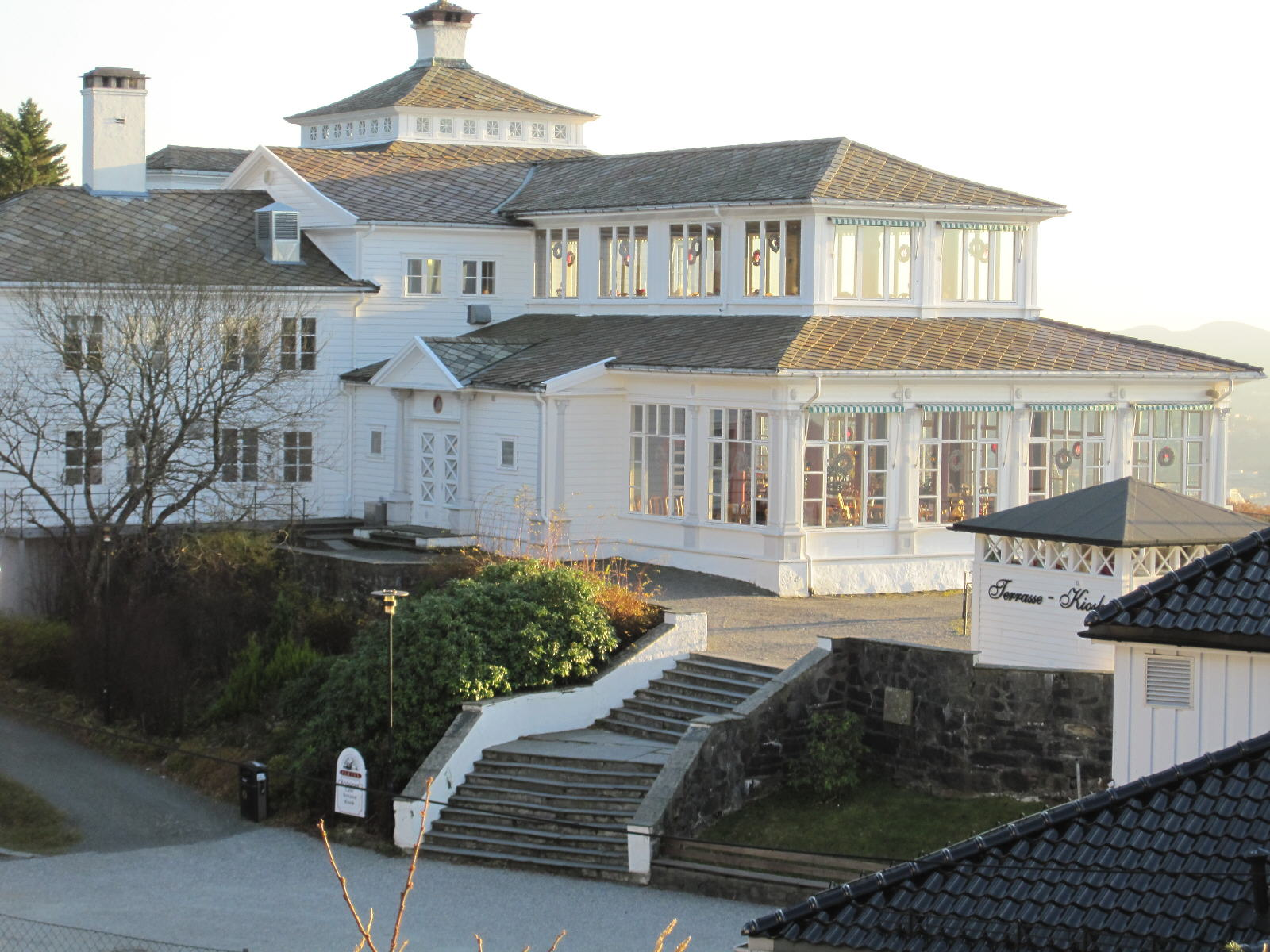
Restaurante.

- Datos: Q1420616
- Multimedia: Fløyen, Bergen / Q1420616